# Alabama Sports Hall of Fame
El Alabama Sports Hall of Fame (ASHOF) és un museu estatal situat a Birmingham, Alabama, dedicat a comunicar la història atlètica de l'estat. El museu mostra més de 5.000 objectes relacionats amb atletes que van néixer a Alabama o van guanyar fama gràcies a l'atletisme que reflexiona positivament sobre l'estat, generalment a través de l'excel·lència en una institució educativa o esdeveniment esportiu a Alabama. L'ASHOF es va establir per llei legislativa estatal el 14 d'agost de 1967.

## Membres
Actualment, l’ASHOF té més de 300 inscrits, inclosos cinc dels 15 millors atletes seleccionats per ESPN com els més grans del segle passat. Membres destacats en l'àmbit nacional inclouen Jesse Owens, Hank Aaron, Joe Louis, Willie Mays, Carl Lewis, Chase Riddle, Don Hutson, Shug Jordan, Howard Hill i Paul "Bear" Bryant. Podeu trobar una llista completa al lloc web oficial del museu.
El museu té cada any un banquet, on s'inclouen entre sis i vuit persones que han contribuït en certa manera al camp esportiu. Almenys dos d'aquests inscrits pertanyen a la categoria "sèniors", que inclou persones abans de l'era esportiva moderna.
Cada any també porta un "esportista distingit". Normalment es tracta d'un esportista d'Alabama, però pot ser un "esportista americà distingit", si el consell d'administració el vota com a tal. Dos exemples notables d’un esportista nord-americà són el president George Herbert Walker Bush i Bob Hope.

## Instal·lació
L’ASHOF es troba en un edifici de 3.100 m² al centre de Birmingham, al costat del complex de convencions de Birmingham Jefferson. La col·lecció abasta tres plantes de l'edifici.

## Col·lecció
0Al museu s'exposen més de 5.000 objectes. Es mostren els trofeus Heisman guanyats pels atletes de la Universitat d’Auburn, Pat Sullivan i Bo Jackson, així com un barret de peu de gall que duia l'entrenador de la Universitat d’Alabama “Bear” Bryant, diorames de mida natural, equipament atlètic i uniformes històrics.

## Lideratge del museu
L'actual director executiu és Scott Myers, l’antic soci gerent de l'equip de futbol de l'Alabama Steeldogs. Myers va substituir William Legg, que va ajudar a liderar la revitalització de l'Alabama Sports Hall of Fame el 1992 en una nova instal·lació. L'actual museu és un lloc d’exposició de records esportius i sovint s'utilitza com a exemple de com s'ha de presentar un museu esportiu eficaç.
La comissària responsable de la visualització d’artefactes és la doctora Avalee Willoughby. Va ser reconeguda el 2007 amb el premi Frank "Pig" House.